# Guerras revolucionarias francesas
Las guerras revolucionarias francesas o guerras de Coalición fueron una sucesión de conflictos bélicos y políticos entre el gobierno revolucionario francés y Austria hasta la firma del Tratado de Luneville en 1801. Normalmente se dividen entre la Primera Coalición (1792-1797) y la Segunda Coalición (1798-1801), aunque Francia estuvo constantemente en guerra con Gran Bretaña desde 1793 hasta el Tratado de Amiens (1802). Estuvieron marcadas por el fervor revolucionario francés y por las innovaciones en el ámbito militar.
Estos eventos representaron una serie de campañas caracterizadas por el enfrentamiento entre Francia y las diversas coaliciones que se le opusieron, expandiendo en cada caso la primera su territorio. Las hostilidades cesaron con el Tratado de Amiens. Para los eventos militares posteriores véanse las Guerras napoleónicas. Ambos conflictos constituyen la Gran Guerra Francesa.

## Contexto histórico
Desde el Tratado de Utrecht, Austria, Inglaterra y Francia habían quedado como las tres grandes potencias hegemónicas de Europa, pero Austria quería terminar con la influencia francesa en los Países Bajos e Inglaterra temía el poderío naval francés. España fue aliada de Francia contra Inglaterra mientras gobernaba la monarquía borbónica. A pesar de ello retenía solo parte de su superioridad en el mar. Sin embargo Francia contaba con otros aliados en las fronteras de Austria: Suecia en el norte, Polonia en el este, Baviera en el sur de Alemania, Prusia en el este y el Reino de Nápoles en Italia. Estas naciones fueron los aliados naturales de Francia contra su enemigo. El Piamonte, enclavado entre las dos alianzas, se alió según sus intereses puntuales con unos u otros. Los Países Bajos se unían a Inglaterra o a Francia según fuera el partido gobernante en la república. Suiza era neutral.
Al final de la segunda mitad del siglo XVIII, dos potencias habían surgido en el norte: Rusia y Prusia. Estos últimos habían pasado a ser de un simple electorado a convertirse en un importante reino con Federico Guillermo, que había aportado el tesoro y el ejército, y con su hijo, Federico el Grande, que había hecho uso de ellos para expandir el territorio. Rusia, como estaba largamente desconectada del resto de los países, se había introducido en la política europea de la mano de Pedro I y Catalina II. La ascensión de estas dos potencias desequilibró la anterior balanza de poderes. De acuerdo con el Congreso de Viena, Rusia y Prusia habían ejecutado la primera partición de Polonia en 1772, y tras la muerte de Federico el Grande, la emperatriz Catalina y el emperador José se unieron en 1785 para hacer lo propio con la Turquía europea.
El Reino de Francia, debilitado tras la imprudente y desafortunada guerra de los Siete Años, había asistido a la partición de Polonia sin oponerse, no puso obstáculos a la caída del Imperio otomano y permitió que sus aliados republicanos de los Países Bajos fueran barridos por Prusia e Inglaterra sin prestarles ayuda. Estos últimos habían restablecido en 1787 el gobierno hereditario de las Provincias Unidas de los Países Bajos. El único acto que honró a la política francesa fue el apoyo dado a la independencia de los Estados Unidos. La revolución de 1789, aunque extendió la influencia moral de Francia, disminuyó aún más su influencia diplomática.
Inglaterra se alarmó en 1788 por los ambiciosos proyectos de Rusia, y en unión con las Provincias Unidas de los Países Bajos y Prusia, trató de ponerles freno. A punto de iniciar las hostilidades, el emperador José murió en febrero de 1790, y le sucedió Leopoldo, quien aceptó en julio la Convención de Reichenbach. Esta convención, con la participación de Inglaterra, Rusia y los Países Bajos, sentó las bases de la paz entre Austria y Turquía, quien la firmó el 4 de agosto de 1791 en Sistova, lo que al mismo tiempo permitió la pacificación de los Países Bajos. Presionada por Inglaterra y Prusia, Catalina II firmó también la paz con el sultán otomano en Iași el 29 de diciembre de 1791. Estas negociaciones y los tratados a los que dio lugar acabaron con las intrigas políticas del siglo XVIII, y dejaron libres a las potencias para volver su atención hacia la Revolución francesa.
Los príncipes de Europa, quienes hasta ahora no habían tenido otro enemigo sino ellos mismos, se encontraron con un enemigo común. Las antiguas relaciones de guerras y alianzas, que habían pasado por alto durante la guerra de los Siete Años, habían ahora cesado por completo. Era el inicio de la Primera Coalición.

## Guerras de la Primera Coalición

### 1791-1792

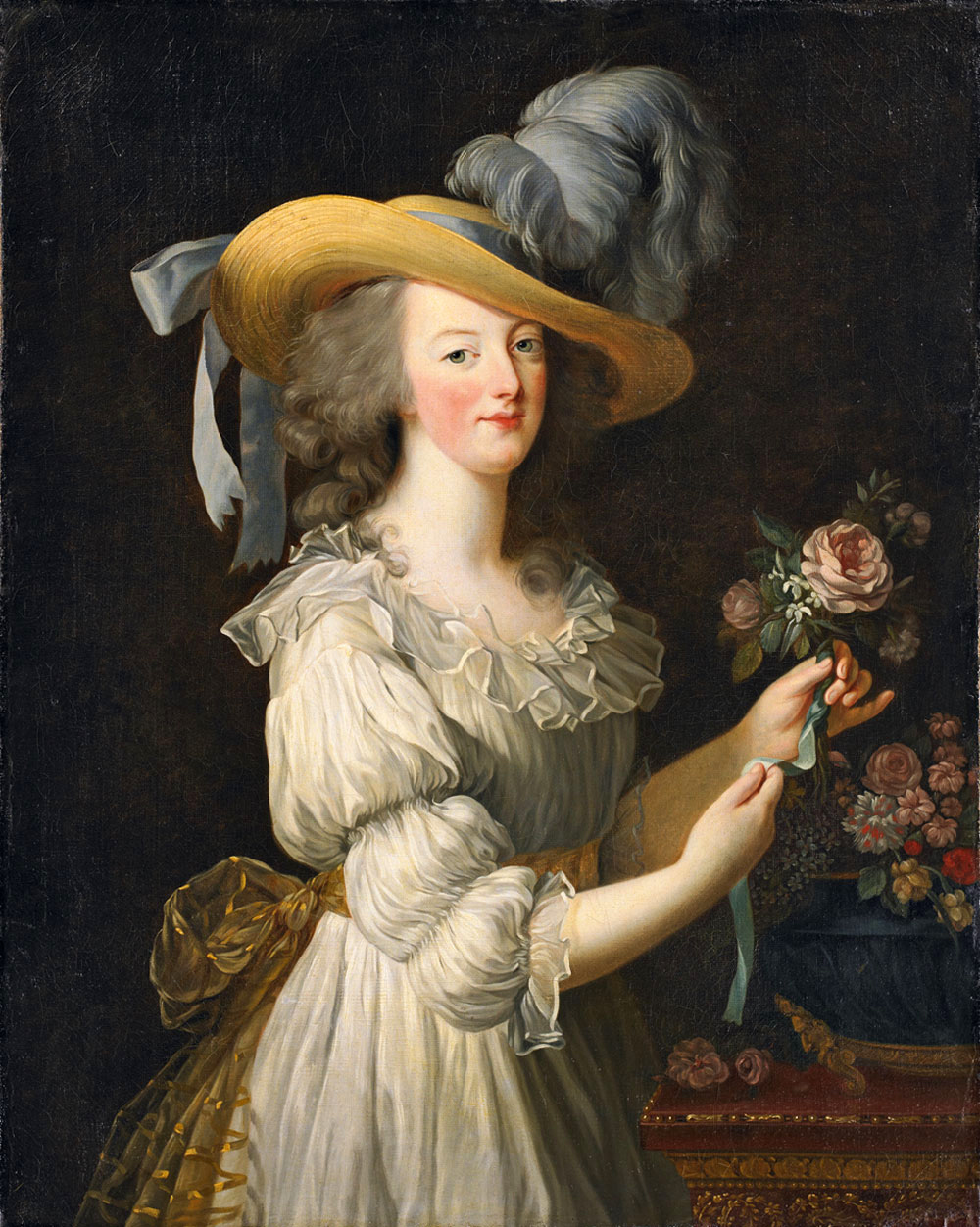
María Antonieta (1783).

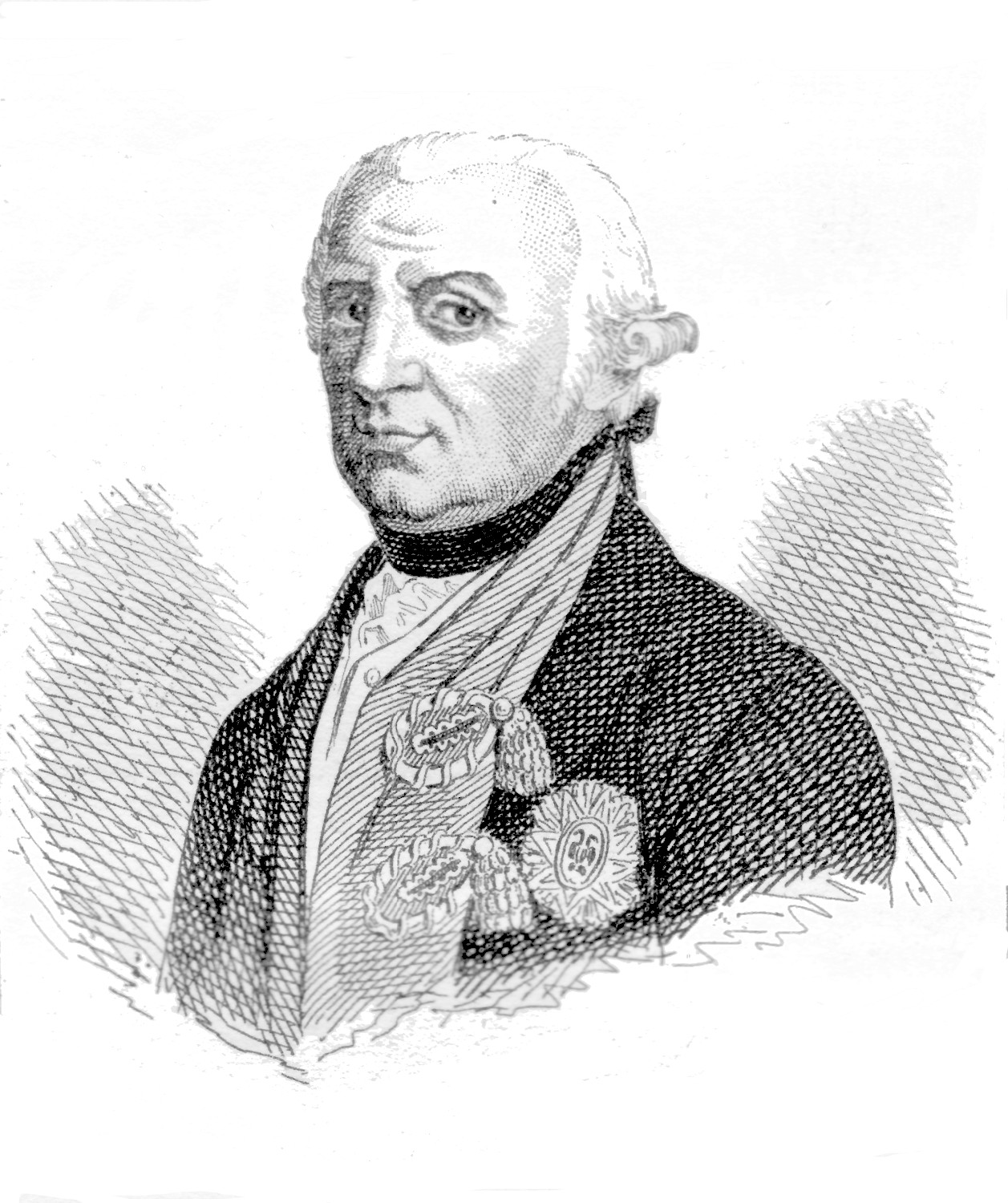
Charles Guilleaume Ferdinand, Duque de Brunswick.

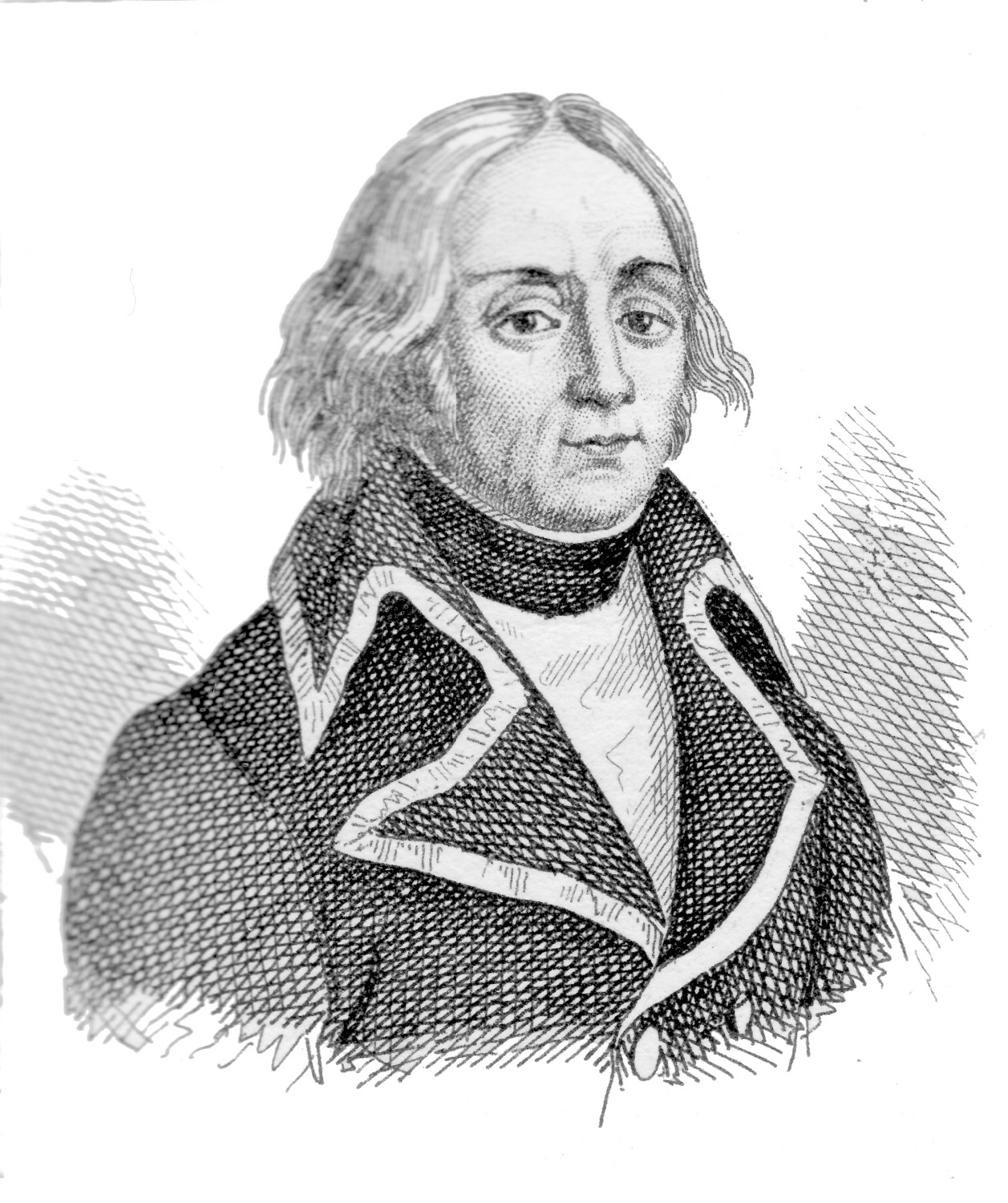
François Christophe Kellermann.

Ya en 1791, el resto de las monarquías europeas observaron con preocupación el desarrollo de los acontecimientos en Francia, y consideraron la conveniencia de intervenir, ya fuera en apoyo de Luis XVI o bien para sacar provecho del caos en el país. El principal protagonista fue Leopoldo II, hermano de María Antonieta, que inicialmente vio la Revolución con ecuanimidad, pero que se vio cada vez más perturbado por la progresiva radicalización de esta, aunque a pesar de ello esperaba evitar la guerra. El 27 de agosto, el rey Leopoldo y Federico Guillermo II de Prusia, asesorados por nobles franceses exiliados, publicaron la Declaración de Pillnitz, que expresaba el interés de las monarquías europeas por el bienestar de Luis y su familia, y amenazaban vagamente con severas consecuencias si algo les sucediese. Aunque Leopoldo vio la Declaración de Pillnitz como una vía de acción que le evitaría tomar acciones contra Francia, al menos por el momento, esta fue tomada en Francia como una seria amenaza por los líderes revolucionarios.
Además de las diferencias ideológicas entre Francia y las potencias monárquicas de Europa, había continuas disputas sobre los estados Imperiales en Alsacia, y los franceses se fueron preocupando por la agitación producida por los nobles exiliados, especialmente en los Países Bajos austriacos y los pequeños estados de Alemania.
Al final, fue Francia quien declaró la guerra a Austria, con el voto en la Asamblea a favor de la guerra el 20 de abril de 1792, tras una larga lista de agravios pasados presentada por el ministro de exteriores Charles François Dumouriez. Dumouriez preparó una invasión inmediata de los Países Bajos austriacos, donde esperaba obtener el apoyo popular contra el dominio austriaco.
Sin embargo, la Revolución había desorganizado el ejército, y las fuerzas movilizadas eran insuficientes para una invasión. Los soldados flaqueaban al primer signo de batalla, desertando en masa y en algunos casos, asesinando a sus generales.
Mientras el gobierno revolucionario movilizaba tropas de refresco y reorganizaba sus ejércitos, un ejército aliado prusiano bajo el mando del Duque de Brunswick se reunía en Coblenza, en el Rin. En julio comenzaba la invasión, con los ejércitos de Brunswick tomando con facilidad las fortalezas de Longwy y Verdún.
Brunswick decretó la proclamación escrita por el exiliado Louis Joseph, príncipe de Condé, declarando su intento de restaurar al rey todos sus poderes y amenazando a toda persona que osara oponerse a ser declarada como rebelde y condenada a muerte por la ley marcial. Esto tuvo el efecto inmediato de motivar a los ejércitos revolucionarios y el gobierno a oponerse con todos los medios a su alcance, y provocó el derrocamiento del rey en un asalto al Palacio de las Tullerías.
La invasión continuó, pero en la Batalla de Valmy, el 20 de septiembre se llegó a una situación de estancamiento entre Dumouriez y Kellermann, en la cual se distinguió la actuación profesional de la artillería francesa. Aunque la batalla supuso un empate táctico, elevó la moral francesa. Más aún, los prusianos, que vieron cómo la campaña se prolongaba más de lo planeado, y debido al alto coste de la misma, decidieron retirarse de Francia para conservar su ejército.
Mientras tanto, los franceses habían tenido éxito en muchos otros frentes, ocupando Saboya y Niza, en Italia, mientras el general Adam Philippe, Conde de Custine, invadía Alemania, muchas ciudades a lo largo del Rin, y llegaba hasta Fráncfort. Dumouriez se lanzó a una ofensiva sobre Bélgica de nuevo, obteniendo una gran victoria sobre los austriacos en la Batalla de Jemappes, el 6 de noviembre, y ocupando por completo el país al principio del invierno.

### 1793
El 21 de enero, el gobierno revolucionario ejecutó a Luis XVI. Esto unió a toda Europa, incluyendo a España, Nápoles y Provincias Unidas de los Países Bajos contra la Revolución. Aunque Gran Bretaña simpatizaba inicialmente con la Asamblea, se había unido ahora a la Primera Coalición contra Francia, y se preparaban ejércitos para luchar contra Francia en todas sus fronteras.
Francia respondió declarando una nueva leva de cientos de miles de hombres, comenzando la política francesa de reclutamientos en masa para disponer de más fuerzas que los estados aristocráticos, y de tomar la iniciativa en la ofensiva para que estos ejércitos masivos pudieran requisar el material de guerra capturado a los enemigos.
Francia sufrió severos reveses al principio, siendo expulsada de Bélgica, sufriendo derrotas en el Rosellón ante las tropas españolas (Guerra del Rosellón), y con revueltas en el oeste y sur. Al final del año, los nuevos grandes ejércitos y la feroz política de represión interna, incluyendo las ejecuciones en masa, habían repelido las invasiones y aplastado las revueltas. El año terminó con las fuerzas francesas en claro ascenso, pero todavía muy cerca de las fronteras previas a la guerra. Esta revolución cambia muchos pensadores.

### 1794
Aunque la invasión del Piamonte fue un fracaso, la invasión de España a través de los Pirineos tomó San Sebastián y otros territorios catalanes, guipuzcoanos y navarros, y los franceses consiguieron la victorias en la Batalla de Tourcoing y sobre todo en la batalla de Fleurus, ocupando toda Bélgica y la ribera del Rin.

### 1795
Después de tomar los Países Bajos en un ataque sorpresa durante el invierno, Francia estableció la República Bátava como estado satélite. Prusia y España se decidieron a firmar la paz separadamente, cediendo la primera la ribera izquierda del Rin a Francia, y librándose la segunda de los ejércitos franceses que habían penetrado en España (Paz de Basilea). Esto terminó con la mayor crisis de la Revolución, y Francia se vio libre de invasiones durante muchos años.
Inglaterra intentó reforzar a los rebeldes en la Vandea, pero fracasó, y su intento de derrocar al gobierno de París por la fuerza fue frustrado por las guarniciones francesas lideradas por Napoleón Bonaparte, llevando al establecimiento del Directorio.
En la frontera del Rin, el general Pichegru, negociando con los exiliados monárquicos, traicionó a su ejército y forzó la evacuación de Manheim y el fracaso del asedio de Maguncia por Jourdan.

### 1796
Francia preparó una gran ofensiva en tres frentes, con Jourdan y Moreau sobre el Rin y Bonaparte en Italia. Los tres ejércitos irían a unirse en el Tirol y marchar sobre Viena.
Jourdan y Moreau avanzaron rápidamente en Alemania, y Moreau había alcanzado Baviera y el borde del Tirol en septiembre, pero Jourdan fue derrotado por el Archiduque Carlos, y ambos ejércitos se vieron forzados a retirarse a lo largo del Rin.
Napoleón, por otra parte, tuvo un éxito completo en su atrevida invasión de Italia. Separó los ejércitos de Cerdeña y Austria, derrotándoles por separado y forzando la paz a Cerdeña mientras conquistaba Milán y ponía sitio a Mantua. Derrotó sucesivamente a los ejércitos austriacos, enviados contra él, al mando de Wurmser y Alvintzy, mientras continuaba el asedio.
La rebelión en la Vandea también fue aplastada en 1796 por Hoche, pero el intento de este de desembarcar una fuerza invasora en Irlanda fue infructuosa.

### 1797
Finalmente, Napoleón capturó Mantua, rindiendo a 18 000 austriacos. El Archiduque Carlos no pudo detener la invasión del Tirol, y el gobierno austriaco pidió la paz en abril, de forma simultánea a la invasión francesa de Alemania por Moreau y Hoche.
Austria firmó el Tratado de Campo Formio en octubre, cediendo Bélgica a Francia y reconociendo el control francés sobre el valle del Rin y gran parte de Italia. La antigua República de Venecia fue dividida entre Austria y Francia. Esto terminó con la guerra de la Primera Coalición, aunque Gran Bretaña siguió en guerra con los Franceses.

## Napoleón en Egipto

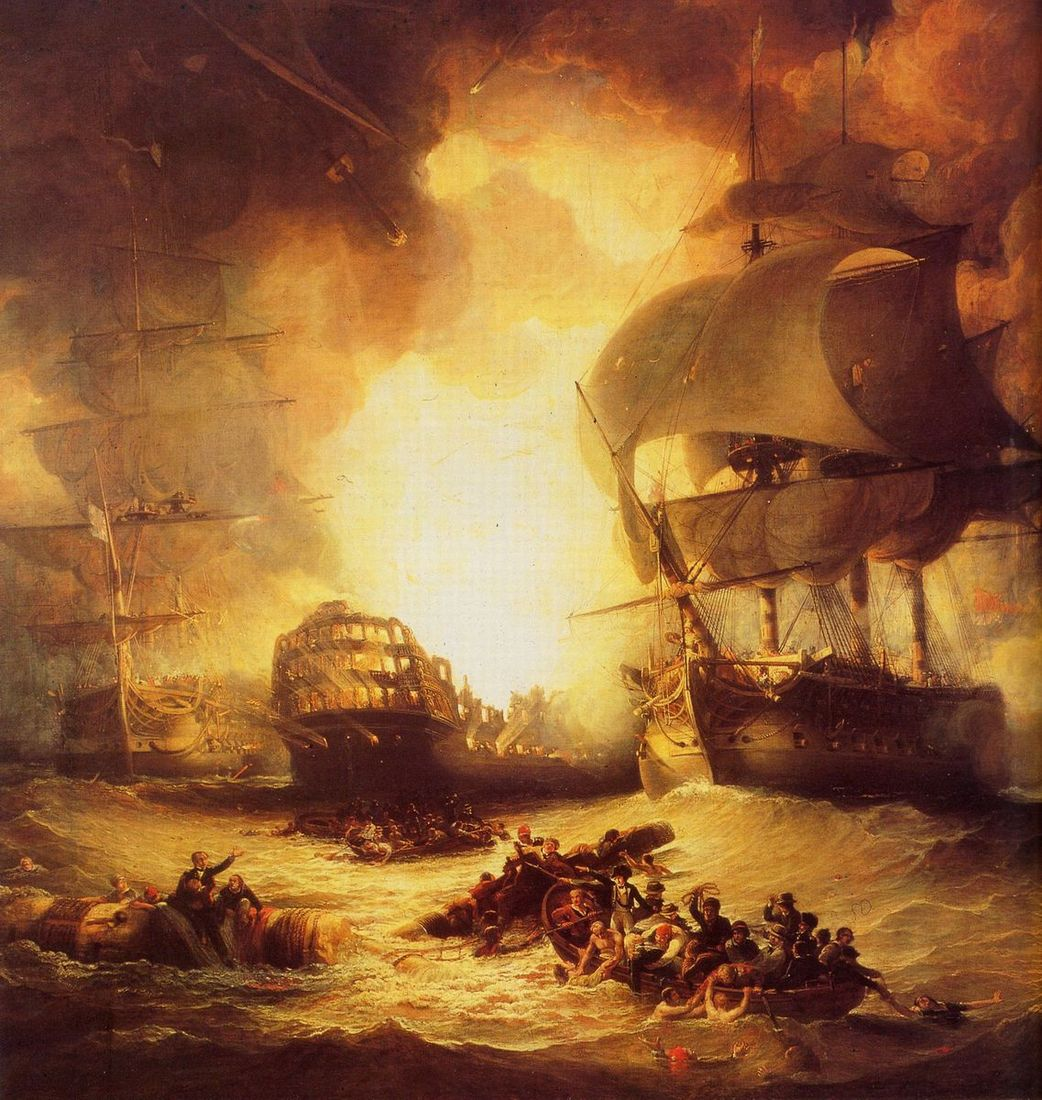
El navío Oriente explota durante la Batalla de Aboukir, 1 de agosto de 1798.

### 1798

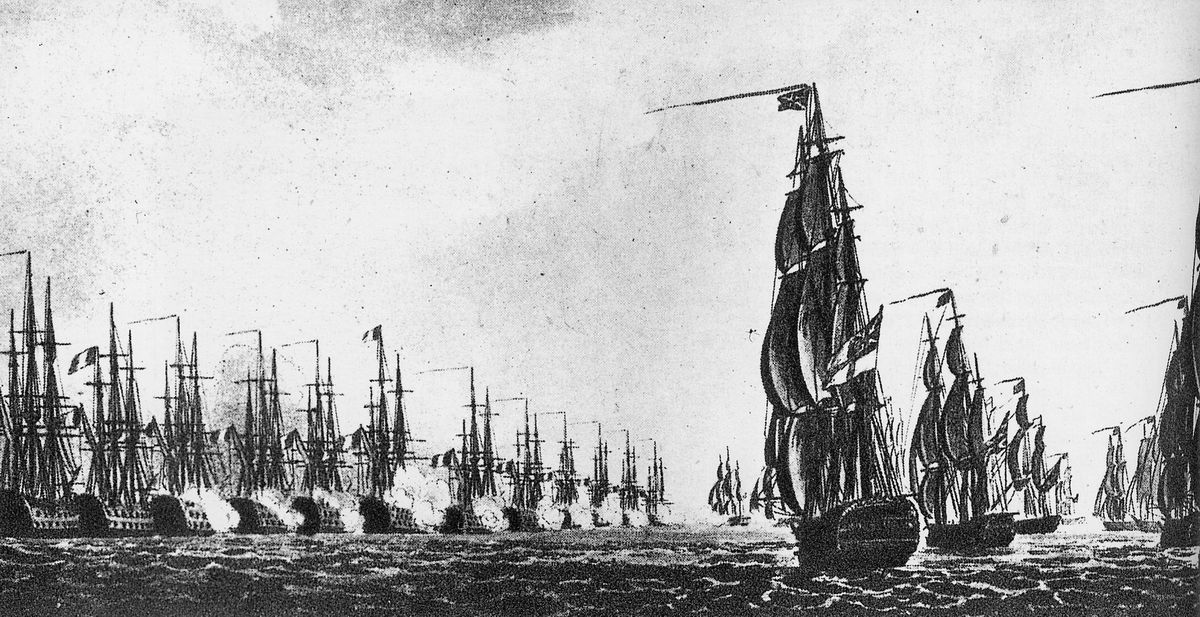
Batalla de Aboukir, 1 al 2 de agosto de 1798.

Con solo los ingleses aún en guerra con Francia, y no disponiendo estos de una flota suficiente para una guerra directa, Napoleón concibió la invasión de Egipto en 1798, la cual satisfaría su deseo personal de gloria y el deseo del Directorio de tenerle lejos de París. El objetivo militar de la expedición no estaba claro, pero este podría amenazar la dominación inglesa de la India.
Napoleón navegó desde Tolón, tomando Malta, a Alejandría, desembarcando en junio. Marchó hacia El Cairo, y obtuvo una gran victoria en la batalla de las Pirámides. Sin embargo, su flota fue destruida por Nelson en la batalla del Nilo, dejándole atrapado en Egipto. Napoleón necesitó el resto del año para consolidar su posición en Egipto.
El gobierno francés también obtuvo ventaja de la relajación interna en Suiza para invadirla, estableciendo la República Helvética y anexionándose Ginebra. Las tropas francesas también depusieron al papa, estableciendo una república en Roma.
Una expedición en Irlanda, liderada por el general Hoche, se hizo a la mar en 1796. Acompañada por los Irlandeses Unidos de Wolfe Tone, intentó desembarcar en la Bahía de Bantry, Condado de Cork, pero la fuerte resistencia galesa impidió un desembarco exitoso. Se envió otra fuerza expedicionaria al Condado de Mayo para ayudar la rebelión contra Inglaterra en el verano de 1798. Tuvo cierto éxito contra las tropas británicas, de forma más notable en Castlebar, pero fueron finalmente rechazados mientras trataban de alcanzar Dublín. Los buques franceses enviados para ayudarles fueron capturados por la Armada Real Inglesa cerca del Condado de Donegal.

## Guerras de la Segunda Coalición
Inglaterra y Austria organizaron una nueva coalición contra Francia en 1798, que incluía por primera vez a Rusia, aunque no entraron en acción hasta 1799 excepto en Nápoles.

### 1799
Los aliados pusieron en marcha numerosas invasiones en Europa, incluyendo campañas en Italia y Suiza, y una invasión anglo-rusa de los Países Bajos. El general ruso Aleksandr Suvórov infligió una serie de desastres a los franceses en Italia, llevándolos en retroceso hasta los Alpes. Sin embargo, los aliados tuvieron menos suerte en los Países Bajos, donde los ingleses se retiraron tras estancarse (a pesar de que lograron capturar a la flota Alemana), y en Suiza, donde tras una serie de victorias iniciales, el ejército ruso fue completamente derrotado en la Segunda Batalla de Zúrich.
El mismo Napoleón invadió Siria desde Egipto, pero tras el fracasado asedio de Acre volvió a retirarse a Egipto, repeliendo una invasión anglo-turca. Tras tener noticias de la crisis política y militar en Francia, volvió dejando tras él a su ejército, y usó su popularidad y el apoyo del ejército para dar un golpe de Estado (18 de Brumario) que le convirtió en primer cónsul, y cabeza del gobierno francés.

### 1800

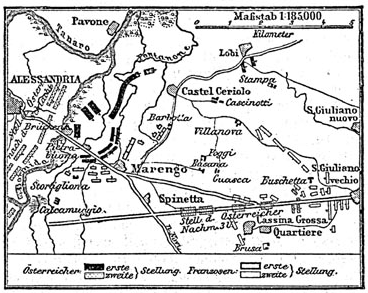
Esquema táctico de la batalla de Marengo.

Napoleón envió a Moreau a la campaña de Alemania, y fue él mismo a crear un nuevo ejército en Dijon, marchando a través de Suiza para atacar a los ejércitos austriacos en Italia desde atrás. Evitando su derrota por escaso margen, derrotó a los austriacos en Marengo y volvió a ocupar el norte de Italia.
Moreau mientras tanto invadía Baviera y ganaba una gran batalla contra Austria en Hohenlinden. Luego continuó hacia Viena e hizo que Austria pidiera la paz.

### 1801
Austria negocia el Tratado de Lunéville, aceptando básicamente los términos del anterior Tratado de Campo Formio. En Egipto, otomanos e ingleses invadieron y finalmente obligaron a rendirse a los franceses tras la toma de El Cairo y Alejandría.
Inglaterra continuó su guerra en el mar. Una coalición de países no combatientes, que incluía a Prusia, Rusia, Dinamarca y Suecia, se unieron para proteger a la marina mercante neutral del bloqueo inglés, para tomar los barcos de  Copenhague lo que dio pie a Nelson para atacar por sorpresa a la flota danesa en la batalla de Copenhague.

### 1802
En 1802 Inglaterra firma el Tratado de Amiens, finalizando la guerra y reconociendo las conquistas francesas. Esto inició el mayor paréntesis de paz en el periodo 1792-1814, y la entronización de Napoleón como Emperador es un punto apropiado que señala la transición entre las Guerras Revolucionarias Francesas y las Guerras Napoleónicas.
La Primera República Francesa, que había comenzado en una posición muy precaria y cercana al colapso, había derrotado a todos sus enemigos en el continente y producido un ejército revolucionario que llevaría al resto de potencias varios años emular. Con la conquista de la margen izquierda del Rin y la dominación de los Países Bajos, Suiza e Italia, habían conseguido prácticamente todos los objetivos territoriales que los monarcas de las casas de Valois y Borbón habían intentado conquistar durante siglos.